# Javra longicornis
Javra longicornis är en stekelart som beskrevs av Cameron 1903. Javra longicornis ingår i släktet Javra och familjen brokparasitsteklar. Inga underarter finns listade i Catalogue of Life.